# Les Horton
Leslie Horton (12 tháng 7 năm 1921 – tháng 1 năm 2008) là một cầu thủ bóng đá người Anh từng thi đấu ở vị trí half-back tại Football League cho Oldham Athletic, Carlisle United, York City, Halifax Town, ở bóng đá non-League cho Ashton United, và từng nằm trong đội hình của Rochdale không ra sân trận nào. Ông được bổ nhiệm làm cầu thủ-huấn luyện viên của Ashton United vào tháng 10 năm 1952.